# Tadamus
Tadamus is een geslacht van steenvliegen uit de familie Perlodidae. De wetenschappelijke naam van het geslacht is voor het eerst geldig gepubliceerd in 1952 door Ricker.

## Soorten
Tadamus omvat de volgende soorten:
- Tadamus kohnonis (Ricker, 1952)
- Tadamus scriptus (Klapálek, 1912)